# Магомедов, Хасрат Шамсулгудаевич
Хасрат Шамсулгудаевич Магомедов (12 июня 1949, с. Хурух, Чародинский район, Дагестанская АССР, РСФСР, СССР — 3 мая 2015 Махачкала, Дагестан, Россия) — советский борец вольного стиля, призёр чемпионата СССР, 6-кратный победитель международного турнира имени Али Алиева (1970,1971,1972,1973,1975) — 90 кг., (1978) — свыше 100 кг., спортивный врач. Мастер спорта СССР международного класса.

## Биография
Хасрат Шамсулгудаевич Магомедов родился 12 июня 1949 года в селении Хурух Чародинского района. Борьбой увлекся во время учебы в медицинском училище в Буйнакске, там тренировался под руководством популярного в Дагестане исполнителя силовых трюков и борца Патаха Казимагомедова. Переехав в Махачкалу, выступал за спортивную школу Урожай, попал в руки легендарного Али Алиева, под руководством которого добился высших результатов в своей спортивной карьере. Он становился бронзовым призёром чемпионата СССР 1976 года, шесть раз побеждал на международном турнире имени Али Алиева (1970,1971,1972,1973,1975) - 90 кг,  (1978) - свыше 100кг, становился победителем турнира на призы Александра Медведя, завоевывал медали на других крупных международных соревнованиях. После окончания профессиональной карьеры работал спортивным врачом. Он серьёзно болел, его сердце остановилось в воскресенье, 3 мая 2015 года. После смерти Хасрата Магомедова в Махачкале проводятся юниорские турниры его памяти.

## Личная жизнь
Хасрат Магомедов в 1964 году окончил магарскую восьмилетнюю школу Чародинского района. В 1968 окончил Буйнакское медицинское училище. В 1974 году окончил Дагестанский медицинский институт, защитил кандидатскую диссертацию, долгие годы и вплоть до последнего времени возглавлял в родном вузе кафедру физического воспитания и спортивной медицины. У него остались четверо сыновей, один из которых Шамиль (1986 г.р.), с 2011 года является врачом сборной Дагестана по вольной борьбе. Похоронен  в родовом селении Хурух.

## Достижения
- Чемпионат СССР по вольной борьбе 1976 — ;